# Simoneti
Simoneti je priimek več znanih Slovencev:
- Jaka Smerkolj Simoneti, dramaturg, teatrolog
- Maja Simoneti, krajinska arhitektka, urbanistka in prostorska načrtovalka
- Marko Simoneti (*1958), ekonomist, univ. prof., strok. za finance, bančnik ...
- Rino Simoneti (1926-2014), gospodarstvenik in politik
- Stanka Krajnc Simoneti (*1928), zdravnica, specialistka socialne medicine, univ. prof.

#### priimekSimoneta:
- Biserka Simoneta (*1974), namiznoteniška igralka in novinarka
- Boris Simoneta (*1948), športni in narodnokulturni delavec, finančni strokovnjak
- Janko Simoneta (1924 - 2017), zborovodja
- Jasna Simoneta, kulturna delavka v zamejstvu (KD Igo Gruden)